# Monatto

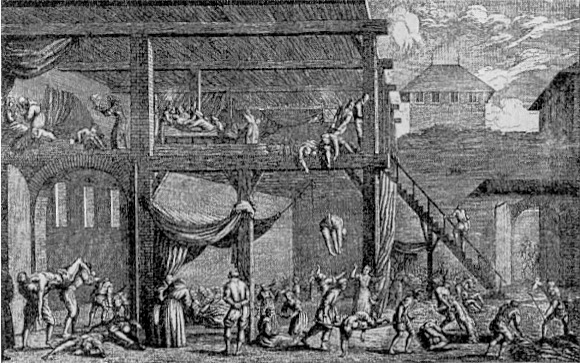

Un monatto era un addetto pubblico che nei periodi di epidemia di peste era incaricato dai comuni di trasportare nei lazzaretti i malati o i cadaveri. Di solito i monatti erano persone condannate a morte, carcerati, o persone guarite dal morbo e così immuni da esso. 
Il termine indicava inizialmente, nel Settentrione italiano, il becchino, e ne parla diffusamente Alessandro Manzoni ne I promessi sposi (cap. XXXII e seguenti), nella descrizione della peste del 1630. Secondo Ripamonti deriva dal greco monos, ma esistono varie tesi a questo proposito.

## I monatti ne "I Promessi Sposi"
Manzoni nel romanzo descrive anche le figure degli apparitori, muniti di campanellini alla cintola o alle caviglie che avvertivano del passaggio dei monatti, e dei commissari incaricati di vigilare su queste attività.
Manzoni sottolinea anche le accuse documentate su comportamenti discutibili o criminali dei monatti (accusati di sciacallaggio sui morti e sui malati o addirittura di diffondere la peste), e li inserisce come personaggi delle vicende di Renzo a Milano quando viene scambiato per untore (ed essi lo salvano dall'inseguimento della folla), o nel celebre episodio della madre di Cecilia. Li "mette all'opera" in particolare quando entrano in casa di don Rodrigo ormai malato, e lo aggrediscono appropriandosi con il Griso dei suoi beni (cap. XXXIII).
(A.Manzoni, I Promessi Sposi, cap. XXXIII)
Il monatto dell'episodio della madre di Cecilia (cap. XXXIV), pur definito inizialmente turpe, mostra invece un atteggiamento difforme a quello dei suoi compagni descritti in precedenza; la solenne diversità dei modi della donna lo induce a un insolito rispetto e a una esitazione involontaria, fino alla finale gentilezza nei confronti del corpo morto di Cecilia.
(A.Manzoni, I Promessi Sposi, cap.XXXIV)